# Sherlock Holmes: Chapter One
Sherlock Holmes: Chapter One (укр. Шерлок Холмс: Перша глава) — пригодницько-детективна відеогра, розроблена та випущена українською компанією Frogwares. Chapter One була офіційно представлена 25 травня 2020 року та стала першою грою в серії, у якій Frogwares самостійно виступили у ролі видавця. Це приквел до серії відеоігор про пригоди Шерлока Холмса, що розповідає про розслідування таємничої загибелі матері двадцятиоднорічного детектива у містечку на середземноморському узбережжі.
Sherlock Holmes: Chapter One було випущено для платформ Microsoft Windows, PlayStation 5 і Xbox Series X/S 16 листопада 2021 року, а версія для PlayStation 4 вийшла 28 квітня 2022 року. Проєкт отримав загалом позитивні відгуки від критиків, які високо оцінили детективну складову та ґеймплей, але розкритикували дизайн відкритого світу. Спочатку до випуску планувалася і версія для Xbox One, але у зв'язку з неспровокованим вторгненням російської федерації в Україну її було відкладено на невизначений термін.

## Ігровий процес
За жанром відеогра є поєднанням пригодницького бойовика з детективом. Події Chapter One відбуваються у відкритому світі. Ігровий процес має багато спільних рис із попередніми частинами серії, проте окрім нововведень також отримав деякі особливості запозичені з попереднього проєкту компанії, також пригодницько-детективної відеогри — The Sinking City. Головною відмінністю між двома проєктами є їхній сюжет і тематика. Розробка The Sinking City натхненна роботами автора жахів Говарда Лавкрафта, водночас The Adventures of Sherlock Holmes безпосередньо створюється з певними змінами на основі творів британського письменника Артура Конана Дойла, творця Шерлока Холмса.
З The Sinking City до відеогри перейшла дещо змінена система ближнього бою та, частково, процес розслідувань. Ближній бій став більше обігрувати дедуктивні навички головного героя. Наприклад, під час бійки Шерлок може застосовувати свої вміння, щоб визначати вразливі місця супротивників, поціливши в які можна швидко перемогти у сутичці.
У порівнянні зі світом The Sinking City, як заявляють у Frogwares, світ Chapter One є дещо меншим у розмірах, але значно деталізованішим. Місто поділяється на окремі райони, відвідини декотрих потребуватимуть належного маскування. Провулки та вулиці поселення сповнені секретами, доказовими речами, свідками подій тощо. Таким чином, дозволяючи гравцям розслідувати справи та таємниці різними шляхами. Здобувши необхідне, Шерлок Холмс матиме змогу відкрити свої покої мислення, де зберігатимуться та поєднуватимуться воєдино всі зібрані докази та особливості справи. Під час розслідувань, протагоністу допомагатиме його товариш Джонатан, даючи поради чи висловлюючи власне бачення ситуації.
Нововведенням у серії стала нова система моралі, завдяки якій у кожного персонажа є свої уявлення щодо правди та справедливості. Таким чином, гравцям доведеться також вирішувати, чи розкриття істини в певних розслідуваннях не завдадуть ще більшої шкоди. Відеогра також отримала подібну до L.A. Noire систему спілкування зі свідками, де гравцям потрібно буде вирішувати чи можуть вони вірити словам тих, чи інших персонажів.

## Сюжет
Sherlock Holmes: Chapter One — це приквел до всієї серії відеоігор The Adventures of Sherlock Holmes (укр. Пригоди Шерлока Холмса), започаткованої Frogwares. Сюжет оповідатиме історію двадцятиоднорічного Шерлока Холмса на рубежі XIX та XX століть, який разом зі своїм товаришем Джонатаном розслідуватиме таємничу загибель своєї матері Віолети Холмс. Події Chapter One відбуватимуться у містечку, що лежить на середземноморському узбережжі, а не в Лондоні, як здебільшого в попередніх частин серії. «Що ми хочемо досягти з Chapter One, так це розкрити цю другу сторону героя, те, як він став тим чудовим детективом, яким ми його знаємо, — розповів продюсер проєкту Сергій Оганесян для GameSpot та додав: Наша версія Шерлока не є традиційною інтерпретацією персонажа… Він зарозуміліший та набагато легковажніший у цій грі, у порівнянні з іншими версіями… та йому нескладно збрехати комусь, якщо це допоможе дістатися істини в розслідуванні». Оганесян також наголосив, що розкриття та показ саме сторони формування Шерлока Холмса як досконалого детектива є однією з головних цілей команди.

## Розробка
Розробкою та випуском Shelock Holmes: Chapter One займалася українська компанія Frogwares, розробниця The Sinking City та всіх попередніх частин серії відеоігор The Adventures of Sherlock Holmes. До офіційного представлення, перша інформація щодо створення компанією нової частини почала з'являтися у січні 2020 року. Тоді стало відомо про особливості випуску проєкту та його приблизний сюжет. 22 травня того ж року на своїй твітер-сторінці Frogwares поширила допис, де натякнула на прийдешнє анонсування нової частини. А вже 25 травня офіційно представила відеогру загалу, випустивши перший трейлер відеогри. Розробники також повідомили, що на цей раз Frogwares вперше займатиметься випуском відеогри самостійно. Компанія певний час співпрацювала з видавцем Focus Home Interactive, але після закінчення угоди, видавець прибрав з платформ цифрової дистрибуції більшу частину проєктів Frogwares. Згодом компанії вдалося домогтися повернення відеоігор до сервісів, але це стало головним приводом для самостійного випуску власної продукції. Як повідомляють розробники, це також дасть їм більше контролю та свободи над створенням власних проєктів.
Продюсер проєкту Сергій Оганесян для GameSpot розповів, що пандемія COVID-19 створила пару перешкод для розробників, але це не завадить компанії випустити відеогру вчасно. Також він відзначив, що Chapter One стане найбільшою відеогрою в серії. На відміну від The Sinking City, відеогру не планувалося випускати виключно для Epic Games Store. З часу представлення, сторінка Chapter One з'явилася на платформах цифрової дистрибуції Steam, Epic Games Store та GOG. 28 серпня 2020 року під час Gamescom було показано другий трейлер відеогри. У лютому 2021 року Frogwares показали перші ґеймплейні знімки, а у березні перший ґеймплейний трейлер.
Sherlock Holmes: Chaper One вийшла 16 листопада 2021 року на платформах Microsoft Windows, PlayStation 5 та Xbox Series X/S. Розробники повідомили, що версії відеогри для PlayStation 4 та Xbox One вийдуть з запізненням щонайбільше у кілька тижнів. Згодом кінцеву дату випуску перенесли на перший квартал 2022 року. 21 квітня 2022 року Frogwares повідомили, що випуск порту для Xbox One переноситься на невизначений термін.

## Оцінки і відгуки
| Агрегатор  | Оцінка                              |
| ---------- | ----------------------------------- |
| Metacritic | ПК: 77/100 PS5: 69/100 Xbox: 75/100 |

| Видання          | Оцінка |
| ---------------- | ------ |
| GameSpot         | 7/10   |
| GamesRadar+      | [ 29 ] |
| IGN              | 6/10   |
| PC Gamer (США)   | 80/100 |
| Shacknews        | 8/10   |
| GameDev DOU      | 7/10   |
| Adventure Gamers | [ 34 ] |
| The Guardian     | [ 35 ] |

| Видання | Оцінка |
| ------- | ------ |
| PlayUA  | 91/100 |

За даними агрегатора рецензій Metacritic, версії гри для ПК і Xbox Series X/S отримали «загалом схвальні» відгуки, тоді як версія для PlayStation 5 отримала «змішані» або «середні» оцінки.
Більшість критиків зійшлися у своїх враженнях щодо сетингу і зміни наративної складової проєкту. У своїй рецензії для PC Gamer, Фрейзер Бровн похвалив Chapter One за переїзд із «похмурого Лондона» до «сонячної Кордони» і назвав це насправді «хорошою річчю». Він також зауважив що «звільнений від багатьох умовностей серії про Шерлока Холмса, Chapter One приймає сміливі, несподівані та, так, іноді досить безглузді повороти, і дивовижним чином робить це в рамках пригоди, яка все ще дотримується своєї ігрової серії та трохи розширює наративну фікцію». Сергій Коршунов, головний редактор GameDev DOU, залишився задоволеним квестами, назвавши їх «однією з найбільших переваг гри. Звісно, вони не ідеальні, а інколи завершуються не так, як цього хотілося б, однак здебільшого завдання цікаві. І точно змушують напружувати мізки». Олег Куліков у своїй рецензії для PlayUA назвав Chapter One «не просто найвищою точкою розвитку серії, а одною з найкращих детективних ігор в принципі» і додав що проєкт «органічно поєднав заплутані розслідування із відкритим світом». Річард Гувер, пишучи для Adventure Gamers, сказав: «У той час як основні розслідування в Sherlock Holmes: Chapter One здаються напрочуд порожніми з рішеннями, які не вирішують всього, багато побічних квестів з лишком компенсують це. Величезний акторський склад, потужна продуктивність, емоційна розповідь про Шеррі [прим. дружнє прізвисько молодого Шерлока] в молодості, велика різноманітність стилів гри та безліч костюмів із реальними ігровими ефектами допомагають уберегти речі від несвіжості».
Бойова система викликала найбільш суперечливу реакцію від критиків. Трістіан Огілві у своєму огляді для IGN залишився незадоволеним «майже ідентичним плануванням» локацій, у яких відбуваються бойові зіткнення і зауважив, що «немає моральних наслідків для того, щоб просто вбити кожного жуліка, з яким ви стикаєтесь [замість їх арешту]». Він назвав бойові зіткнення у грі «монотонними» і подякував розробникам за можливість повністю вимкнути бій у ігровому меню, в той же час зауваживши, що це призведе до «зменшення різноманітності ігрового процесу». Річард Вейклінг з GameSpot притримувався тієї ж точки зору, сказавши що, «вбивство всіх, хто потрапить у поле зору, не робить бій менш монотонним, але принаймні він закінчується набагато швидше». Рейчел Вебер, пишучи для GamesRadar, сказала, що QTI, які ви запускаєте під час бою, пройшли повне коло в її особистому сприйнятті — спочатку вони здавалися їй «цікавими», згодом ставши «нудними», а потім знову стали «веселими». Вона додала, що «незважаючи на те, що у вас є зброя, ви не повинні нікого вбивати, і Джон [компаньйон протагоніста] буде вас лаяти, якщо ви це зробите.[…] Розробники могли б виділити ще кілька голосових реплік для поганих хлопців, приготуйтеся почути „Я покінчу з тобою“ та „Я не хотів пропустити вечірку“ з невизначеним акцентом принаймні 237 разів. Більшість бойових зіткнень можна було скасувати і гра від цього тільки б виграла».
Стосовно оптимізації Chapter One, Коршунов висловив деякі претензії: «Я проходив гру на PS5, тому говоритиму лише про цю версію. На консолі нового покоління від Sony до гри є претензії — як щодо графіки, так і щодо продуктивності. У деяких сценах розробники наче забули увімкнути anti-aliasing, і на всіх об'єктах і персонажах чітко видно зазубрені пікселі, наче граєш у Bloodborne. Хоча між іграми різниця у 6 років і одне покоління консолей. До того ж, коли гравець бігає містом, у Chapter One інколи може ненадовго просідати FPS. Хоча з цим ще можна змиритися».

## Нагороди
У жовтні 2022 року Sherlock Holmes: Chapter One отримала винагороду за «Найкращий сюжет» на церемонії Central & Eastern European Game Awards (CEEGA 2022), де її також будо номіновано за «Візуальний арт», «Найкращий звук» та як «Найкращу гру». Проєкт також номінували за «Найкращий пригодницький екшн» на TIGA Awards, та як «Найкращу пригодницьку франшизу» на NAVGTR Awards.